# Ligamentum scapholunatum interosseale
A ligamentum scapholunatum interosseale egy apró (mindössze kb. 1 cm hosszú) szalag a csuklóban. A holdascsont (os lunatum) és a sajkacsont (os scaphoideum) között található. Rendelkezik voláris, membrános és dorzális komponenssel.
Teljes rupturája a sajkacsont rotációs szubluxációjához vezethet.

## Klinikai jelentőség
A leggyakoribb kéztőcsont-instabilitás a sajkacsont és holdascsont instabilitása. A sérülés feltételezett mechanizmusa a kinyújtott kézzel történő esés nyúlással, a kéztőcsontok kifordulásával és az ulna elmozdulásával, amelyek a ligamentum scapholunatum interosseale mechanikai károsodását okozzák. Bár a megszűnt integritást szekunder stabilizálók pótolhatják, de ezek is gyengülnek idővel. Ennek során a sajkacsont forgásos szubluxáción megy keresztül, és a dorzális köztes szakasz instabilitására jellemző minta jelenik meg. E megváltozott terhelés feltehetően előre jelezhető instabilitási progresszióhoz vezethet, melynek végső következménye a ligamentum scapholunatum interosseale előrehaladott összeomlása miatti arthritis.
Rekonstrukciójához a lábfejből nyerhetők autograftok.
Bár számos technika ismert sérülései kezelésére, a krónikus sérülésekre sokáig nem volt egyértelmű optimális műtéti kezelés. 2020-ban Daly  et al. 40 cikk alapján kimutatták, hogy a tenodézises rekonstrukció a sajkacsont-holdascsont szöget és a kettő sajkacsont-holdascsont távolságot jobban javította, mint a kapszulodézis. Ezenkívül a tenodézis jelentősen javította a fogáserősséget és a DASH-pontszámot is. Ez alapján Daly  et al. a tenodézis előnyösségéről számoltak be 2018-ban.